# The Crystal Key
The Crystal Key est un jeu vidéo de type Walking simulator développé par Earthlight Productions et édité par DreamCatcher Interactive, sorti en 2000 sur Windows et Mac.
Il a pour suite Crystal Key 2: The Far Realm.

## Accueil

### Critique
- Adventure Gamers : 1,5/5[1]

### Ventes
The Crystal Key a été un grand succès commercial avec plus de 500 000 ventes en Amérique du Nord.